# Cei doi papi
Cei doi papi este un film realizat în genul dramă biografică din 2019 regizat de Fernando Meirelles și scris de Anthony McCarten, adaptat după piesa de teatru The Pope a lui McCarten, care a avut premiera la Royal & Derngate Theatre în 2019. Acțiunea se petrece în principal în Cetatea Vaticanului în urma scandalului apărut după scurgerea unor documente de la Vatican, filmul îl urmărește pe  papa Benedict al XVI-lea, interpretat de Anthony Hopkins, în timp ce încearcă să-l convingă pe cardinalul Jorge Mario Bergoglio, interpretat de Jonathan Pryce, să-și reconsidere decizia de a demisiona din funcția de arhiepiscop, în timp ce îi împărtășește propriile intenții de a renunța la funcția de papă.
Filmul a avut premiera la Festivalul de Film din Telluride pe 31 august 2019. A început o lansare limitată în cinematografele din Statele Unite la 27 noiembrie 2019, iar în Regatul Unit pe 29 noiembrie 2019, fiind lansat pe platforma Netflix pe 20 decembrie 2019. Performanțele lui Pryce și Hopkins, precum și scenariul lui McCarten au primit critici laudative, toți trei primind nominalizări la premiile Oscar, Globurile de Aur și BAFTA Film Awards.

## Sinopsis
În aprilie 2005 cardinalul Jorge Mario Bergoglio, arhiepiscop de Buenos Aires, este chemat la Vatican după moartea papei Ioan Paul al II-lea pentru a alege un nou papă. Cardinalul german Joseph Ratzinger este ales papa Benedict al XVI-lea; Bergoglio primește cel de-al doilea număr de voturi. Șapte ani mai târziu, Biserica Catolică este implicată în scandalul scurgerilor unor documente de la Vatican, iar mandatul lui Benedict a fost afectat de acuzații publice cu privire la rolul său în mușamalizare.
Bergoglio și-a depus demisia din funcția de arhiepiscop, dar Vaticanul nu a răspuns. În timp ce se pregătește să meargă la Roma și să-și dea demisia personal, este chemat la Vatican. Bergoglio și papa Benedict se întâlnesc la reședința de vară din Castel Gandolfo. Cei doi discută despre Dumnezeu și despre Biserică. Benedict povestește ce l-a dus la preoție și vorbește despre interesele sale. Cei doi vizionează emisiunea TV preferată a lui Benedict, Comisarul Rex, care duce la amânarea în continuare a discuției despre demisia lui Bergoglio.
Bergoglio povestește viața sa timpurie și drumul său către biserică. A renunțat la logodna conjugală și s-a alăturat iezuiților. El s-a întâlnit cu părintele Franz Jalics și cu părintele Orlando Yorio, care îi devin prieteni spirituali. Benedict respinge demisia lui Bergoglio, spunând că lumea o va percepe ca pe un vot de neîncredere față de conducerea sa și va slăbi Biserica Catolică. Benedict și Bergoglio lasă la o parte diferendele și vorbesc informal, devenind treptat mai apropiați unul de celălalt.
A doua zi, cei doi merg la Vatican cu elicopterul, timp în care Benedict evită din nou să discute despre demisia lui Bergoglio. Benedict se întâlnește cu Bergoglio în Camera lacrimilor din Capela Sixtină, unde îi anunță intenția de a demisiona ca papă. Șocat, Bergoglio obiectează și argumentează pentru tradiția și continuitatea bisericii. Benedict spune că opiniile sale cu privire la tradiție sunt diferite acum și consideră că schimbarea este esențială. Benedict spune că Bergoglio ar putea fi succesorul său, dar Bergoglio respinge ideea, invocând percepția că a colaborat cu dictatura militară argentiniană, iar eșecul său de a-și proteja prietenii și de a confrunta junta ar fi putut să-i fi afectat reputația. În urma „Războiului Murdar”, Bergoglio a fost înlăturat din funcția de șef al Societății argentiniene a lui Isus și a fost exilat pentru a servi ca preot paroh obișnuit la săraci pentru următorii zece ani.
De-a lungul timpului, părintele Jalics s-a împăcat cu Bergoglio, dar Bergoglio regretă că nu s-a împăcat niciodată cu părintele Yorio. Amintirile acțiunilor și a inacțiunii sale din timpul dictaturii îl bântuie continuu. Benedict îl consolează pe Bergoglio, amintindu-i că, după ce a supraviețuit el însuși unei dictaturi, libertatea de a alege să ajute este adesea înăbușită; el îi iartă păcatele lui Bergoglio. Apoi, Benedict face propriile mărturisiri: fiind conștient de comportamentul sexual anormal, pe o perioadă lungă de timp al unui preot și regretul său de tăcea în această privință. Spune că nu mai aude cuvintele lui Dumnezeu și își afirmă dorința de a abdica. În cele din urmă, Bergoglio îl consolează pe Benedict și îi iartă păcatele. Cei doi ies din cameră, surprinzând turiștii, iar Benedict îi salută pe cei prezenți și face selfie-uri cu ei. Bergoglio pleacă spre Argentina.
Un an mai târziu, Papa Benedict al XVI-lea își anunță abdicarea. Cardinalul Bergoglio este ales succesorul lui Benedict în conclavul papal din 2013 și devine Papa Francisc. Cei doi papi urmăresc împreună finala Campionatului Mondial de fotbal din 2014 dintre Germania și Argentina.

## Distribuția
- Jonathan Pryce în rolul cardinalului Jorge Mario Bergoglio, viitorul papă Francisc
  - Juan Minujín în rolul tânărului Jorge Mario Bergoglio
- Anthony Hopkins în rolul papei Benedict al XVI-lea
- Luis Gnecco în rolul cardinalului Cláudio Hummes
- Sidney Cole în rolul cardinalului Peter Turkson
- Lisandro Fiks în rolul părintelui Franz Jalics
- Maria Ucedo în rolul Esther Ballestrino
- Willie Jonah în rolul cardinalului Francis Arinze
- Thomas D. Williams în rolul jurnalistului american
- Achille Brugnini în rolul cardinalului Carlo Maria Martini
- Federico Torre în rolul cardinalului protodiacon Jorge Medina Estévez
- Germán de Silva în rolul părintelui Yorio
- Josello Bella în rolul amiralului Emilio Eduardo Massera